# Cullen (Moray)
Cullen, schottisch-gälisch: Inbhir Cuilinn, ist eine Stadt am Ostrand der schottischen Council Area Moray. Sie liegt am Südufer des Moray Firth rund 18 km westlich von Banff und 20 km nördlich von Keith an der Cullen Bay.

## Geschichte
Eine Kirche nahe dem heutigen Cullen wurde im 13. Jahrhundert erbaut. Sie wurde im Laufe der Jahrhunderte mehrfach erweitert und umgestaltet und ist heute als Cullen Old Church als Denkmal der höchsten Kategorie A klassifiziert. Cullen entwickelte sich nahe der Kirche und erhielt spätestens 1455 unter dem Namen Inverculan die Rechte eines Burghs verliehen. Die Geschichte der Stadt ist eng mit den Earls of Findlater verknüpft, die zunächst im nahen Findlater Castle und später im neuerrichteten Cullen House residierten. 1736 ließ James Ogilvy, 5. Earl of Findlater, 2. Earl of Seafield einen Hafen hinzufügen. Hiermit beauftragte er den Architekten William Adam. Im Jahre 1811 wurde die Ortschaft als Plansiedlung nach einem Entwurf von James Ogilvy, 7. Earl of Findlater, 4. Earl of Seafield neu aufgebaut. Die ehemalige Ortschaft wurde in der Folge aufgegeben und die Gebäude niedergerissen. Im frühen 19. Jahrhundert wurden die Hafenanlagen modernisiert und ausgebaut. Traditionell wird in Cullen Fischerei betrieben. Heute stellt die Tourismusbranche eine bedeutende Einnahmequelle von Cullen dar.
Zwischen 1831 und 1881 stieg die Einwohnerzahl von Cullen von 1593 auf 2033 an. Zuletzt wurden im Rahmen der Zensuserhebung im Jahre 2011 1475 Personen gezählt.

## Verkehr
Cullen liegt an der A98, welche die Städte entlang des Moray Firth zwischen Fochabers und Fraserburgh an das Fernstraßennetz anschließt. Direkt östlich quert sie den Burn of Cullen und wird von dem imposanten Cullen Burn Viaduct überspannt, einer Eisenbahnbrücke der stillgelegten Great North of Scotland Railway.

## Sehenswürdigkeiten
In Cullen befinden sich sechs Bauwerk aus der höchsten Denkmalkategorie. Vier davon stehen in Zusammenhang mit Cullen House, an welchem im Laufe der Jahrhunderte mehrere renommierte Architekten wirkten, darunter William Adam, James Adam, James Playfair und David Bryce. Neben dem Hauptgebäude selbst sind eine Brücke, die Torzufahrt und eine Tempelanlage eigenständig als Denkmäler klassifiziert. Des Weiteren ist die Cullen Old Church als Kategorie-A- sowie ein Hotel und das Rathaus unter der Adresse 15–19 Seafield Street Kategorie-B-Bauwerk klassifiziert.